# José María Castroviejo y Bolíbar
José María Castroviejo y Bolíbar (Bueu, Pontevedra, 21 de agosto de 1942) es un antiguo diplomático español.
Doctor en Derecho, ingresó en 1971 en la carrera diplomática. Ha estado destinado en las representaciones diplomáticas españolas en Gabón, Países Bajos y Naciones Unidas. Fue inspector general de servicios del Ministerio de Asuntos Exteriores y cónsul general de España en Montreal. En 1999 fue nombrado cónsul general en Estambul; dos años después embajador español en Tanzania y, en enero de 2006, embajador en Bosnia-Herzegovina. Desde 2009 hasta 2012 fue embajador en Angola.
Su hermano Santiago fue un prestigioso botánico, profesor del Consejo Superior de Investigaciones Científicas, académico numerario de la Real Academia de Ciencias Exactas, Físicas y Naturales y Premio Nacional de Investigación.